# Jan Franciszek Brochowski
Jan Franciszek Brochowski herbu Prawdzic – skarbnik czernihowski w latach 1659–1664, starosta liwski w 1664 roku.
Poseł sejmiku liwskiego na sejm 1661 roku.